# Englische Frauen-Cricket-Nationalmannschaft in Neuseeland in der Saison 2023/24
Die Tour der englischen Frauen-Cricket-Nationalmannschaft nach Neuseeland in der Saison 2023/24 fand vom 19. März bis zum 7. April 2024 statt. Die internationale Cricket-Tour war Bestandteil der Internationalen Cricket-Saison 2023/24 und umfasste drei WODIs und fünf WTwenty20s. Die WODIs waren Teil der ICC Women’s Championship 2022–2025. England gewann die WTwenty20-Serie 4–1 und die WODI-Serie 2–1.

## Vorgeschichte
England spielte zuvor eine Tour gegen Indien, Neuseeland gegen Pakistan. Das letzte Aufeinandertreffen der beiden Mannschaften bei einer Tour fand in der Saison 2021 in England statt.

## Stadien
Die folgenden Stadien wurden für die Tour als Austragungsort vorgesehen.
| Stadion         | Stadt      | Kapazität | Spiele                |
| --------------- | ---------- | --------- | --------------------- |
| University Oval | Dunedin    | 06.000    | 1. WT20               |
| Seddon Park     | Hamilton   | 10.000    | 2. & 3. WODI          |
| Saxton Oval     | Nelson     | 06.000    | 2. & 3. WT20          |
| Basin Reserve   | Wellington | 11.000    | 4. & 5. WT20; 1. WODI |

## Kaderlisten
England benannte seine Kader am 2. Februar 2024.
Neuseeland benannte seine Kader am 4. März 2024.
| WODI | WODI | WTwenty20 | WTwenty20 |
| Neuseeland | England | Neuseeland | England |
| --- | --- | --- | --- |
| - Sophie Devine (K) - Suzie Bates - Bernadine Bezuidenhout (wk) - Eden Carson - Izzy Gaze (wk) - Maddy Green - Mikaela Greig - Brooke Halliday - Fran Jonas - Leigh Kasperek - Amelia Kerr - Jess Kerr - Rosemary Mair - Molly Penfold - Georgia Plimmer - Hannah Rowe - Lea Tahuhu | - Heather Knight (K) - Tammy Beaumont - Lauren Bell - Maia Bouchier - Alice Capsey - Kate Cross - Charlie Dean - Sophia Dunkley - Sophie Ecclestone - Lauren Filer - Sarah Glenn - Kirstie Gordon - Bess Heath (wk) - Amy Jones (wk) - Natalie Sciver-Brunt - Danni Wyatt | - Sophie Devine (K) - Suzie Bates - Bernadine Bezuidenhout (wk) - Eden Carson - Izzy Gaze (wk) - Maddy Green - Mikaela Greig - Brooke Halliday - Fran Jonas - Leigh Kasperek - Amelia Kerr - Jess Kerr - Rosemary Mair - Georgia Plimmer - Hannah Rowe - Lea Tahuhu | - Heather Knight (K) - Hollie Armitage - Tammy Beaumont - Lauren Bell - Maia Bouchier - Alice Capsey - Kate Cross - Charlie Dean - Sophia Dunkley - Sophie Ecclestone - Lauren Filer - Danielle Gibson - Sarah Glenn - Kirstie Gordon - Bess Heath (wk) - Amy Jones (wk) - Natalie Sciver-Brunt - Linsey Smith - Danni Wyatt |

## Women’s Twenty20 Internationals

### Erstes WTwenty20 in Dunedin
| 19. März Scorecard | Dunedin | England 160-4 (20)          | – | Neuseeland 133-5 (20) |
|                    |         | England gewinnt mit 27 Runs |   |                       |

Neuseeland gewann den Münzwurf und entschied sich als Feldmannschaft zu beginnen. Als Spielerin des Spiels wurde Heather Knight ausgezeichnet. 

### Zweites WTwenty20 in Nelson
| 22. März Scorecard | Nelson | England 149-7 (20)          | – | Neuseeland 134-8 (20) |
|                    |        | England gewinnt mit 15 Runs |   |                       |

Neuseeland gewann den Münzwurf und entschied sich als Feldmannschaft zu beginnen. Als Spielerin des Spiels wurde Heather Knight ausgezeichnet. 

### Drittes WTwenty20 in Nelson
| 24. März Scorecard | Nelson | Neuseeland 155-3 (20)         | – | England 152-8 (20) |
|                    |        | Neuseeland gewinnt mit 3 Runs |   |                    |

Neuseeland gewann den Münzwurf und entschied sich als Schlagmannschaft zu beginnen. Als Spielerin des Spiels wurde Sophie Devine ausgezeichnet. 

### Viertes WTwenty20 in Wellington
| 27. März Scorecard | Wellington (BR) | England 177-3 (20)          | – | Neuseeland 130-7 (20) |
|                    |                 | England gewinnt mit 47 Runs |   |                       |

Neuseeland gewann den Münzwurf und entschied sich als Feldmannschaft zu beginnen. Als Spielerin des Spiels wurde Maia Bouchier ausgezeichnet. 

### Fünftes WTwenty20 in Wellington
| 29. März Scorecard | Wellington (BR) | Neuseeland 136-6 (20)         | – | England 138-5 (18.5) |
|                    |                 | England gewinnt mit 5 Wickets |   |                      |

Neuseeland gewann den Münzwurf und entschied sich als Schlagmannschaft zu beginnen. Als Spielerin des Spiels wurde Natalie Sciver-Brunt ausgezeichnet. 

## Women’s One-Day Internationals

### Erstes WODI in Wellington
| 1. April Scorecard | Wellington (BR) | Neuseeland 207 (48.2)         | – | England 209-6 (41.2) |
|                    |                 | England gewinnt mit 4 Wickets |   |                      |

England gewann den Münzwurf und entschied sich als Feldmannschaft zu beginnen. Als Spielerin des Spiels wurde Amy Jones ausgezeichnet. 

### Zweites WODI in Hamilton
| 4. April Scorecard | Hamilton | England 252 (49)            | – | Neuseeland 196 (45) |
|                    |          | England gewinnt mit 56 Runs |   |                     |

England gewann den Münzwurf und entschied sich als Schlagmannschaft zu beginnen. Als Spielerin des Spiels wurde Tammy Beaumont ausgezeichnet.

### Drittes WODI in Hamilton
| 7. April Scorecard | Hamilton | England 194 (46.3)               | – | Neuseeland 195-3 (39) |
|                    |          | Neuseeland gewinnt mit 7 Wickets |   |                       |

England gewann den Münzwurf und entschied sich als Schlagmannschaft zu beginnen. Als Spielerin des Spiels wurde Sophie Devine ausgezeichnet.

## Auszeichnungen

### Player of the Series
Als Player of the Series wurden der folgende Spieler ausgezeichnet.
| Serie | Player of the Series |
| ----- | -------------------- |
| WODI  | Amy Jones            |
| WT20  | Maia Bouchier        |

### Player of the Match
Als Player of the Match wurden die folgenden Spielerinnen ausgezeichnet.
| Spiel   | Player of the Match  |
| ------- | -------------------- |
| 1. WODI | Amy Jones            |
| 2. WODI | Tammy Beaumont       |
| 3. WODI | Sophie Devine        |
| 1. WT20 | Heather Knight       |
| 2. WT20 | Heather Knight       |
| 3. WT20 | Sophie Devine        |
| 4. WT20 | Maia Bouchier        |
| 5. WT20 | Natalie Sciver-Brunt |